# Уинтерс, Брайан (игрок в американский футбол)
Брайан Эдвард Уинтерс (англ. Brian Edward Winters, 10 июля 1991, Хадсон, Огайо) — профессиональный футболист, гарда клуба НФЛ «Баффало Биллс».

## Биография
Брайан родился 10 июля 1991 года в семье Билла и Стефани Уинтерс. В возрасте восьми лет он начал подрабатывать стрижкой газонов, с четырнадцати лет работал садовником в детском саду. Позже начал помогать отцу, занимавшемуся обслуживанием оборудования сталелитейных предприятий. В детстве Уинтерс был фанатом «Кливленд Браунс», своим любимым игроком он называл тэкла нападения команды Джо Томаса.  Он учился в старшей школе Хадсона в штате Огайо, играл за её футбольную команду и занимался борьбой. После её окончания Брайан получил несколько предложений спортивной стипендии от колледжей, входящих в конференцию Мид-Америкен, и поступил в университет штата Огайо в Кенте. В 2009 году Уинтерс входил в состав юниорской сборной США, победившей на чемпионате мира.

### Любительская карьера
В составе «Кент Стейт Голден Флэшис» Уинтерс дебютировал в сезоне 2009 года, сыграв двенадцать игр в стартовом составе на позиции правого тэкла. Линейным основного состава команды он оставался в течение всей карьеры. В 2012 году он был выбран одним из капитанов команды, а по итогам сезона вошёл в состав сборной звёзд конференции MAC. Также Брайан претендовал на получение Ломбарди Эворд, вручаемой линейным или лайнбекерам за их лидерские качества. Всего в составе команды он провёл пятьдесят матчей, установив рекорд университета. При этом один год Уинтерс отыграл с травмой плеча, согласившись на операцию только после завершения чемпионата.

### Профессиональная карьера
На драфте НФЛ 2013 года Уинтерс был выбран клубом «Нью-Йорк Джетс» в третьем раунде под общим 72 номером. В составе клуба он дебютировал в 2013 году и выступал за него в течение семи сезонов. За «Джетс» Брайан сыграл в 89 матчах, в том числе 79 как игрок стартового состава. В сезоне 2018 года он не пропустил ни одного розыгрыша команды в нападении, но через год принял участие лишь в девяти играх из-за травмы плеча. В межсезонье Уинтерс перенёс операцию, но летом 2020 года был отчислен, а через день подписал контракт с «Баффало Биллс».